# Es Castellet des Pop Mosquer
Es Castellet des Pop Mosquer es un asentamiento pretalayótico ubicado en el noroeste del municipio español de Ciudadela, Islas Baleares. Está situado sobre un promontorio rocoso, en un pequeño cabo costero de la costa norte. Presenta muchos rasgos en común con el poblado de Cala Morell, un asentamiento ubicado a pocos kilómetros de distancia.
En el yacimiento, se distingue, en superficie, una naveta de habitación y restos de dos construcciones más, que podrían corresponder también a navetas. El asentamiento se encuentra protegido por una muralla de piedra en seco, que cierra el acceso al promontorio por la banda de tierra y en la que se adosa la naveta. Por el lado del mar, las rocas son bastante altas y escarpadas como para constituir una defensa natural. El yacimiento fue expoliado durante el siglo XX y no se ha realizado ninguna excavación arqueológica, pero la datación radiocarbónica realizada sobre un hueso de animal proveniente de la terrera del expolio permite establecer una fase de ocupación durante el bronce final.